# 리드 밸브

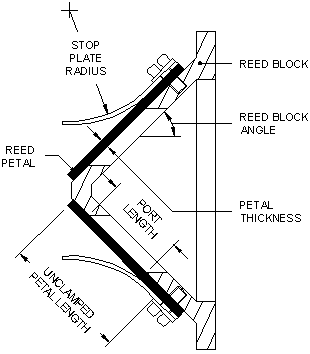

리드 밸브(reed valve)는 유체의 흐름을 각면의 압력 변화에 따라 열고 닫는 단일 방향으로 제한하는 체크 밸브의 유형이다. 현대적인 버전은 종종 유연한 금속 또는 복합 재료 (유리 섬유 또는 탄소 섬유)로 구성되어 있다.

## 응용
리드 밸브, 일반적으로 구멍을 덮는 피혁 플랩은 액체와 가스 자동 흐름 제어의 최초 형태이다.

### 펌프
리드 밸브는 일부 왕복 압축기 설계 및 크고 작은 일부 악기의 펌핑 요소에서 사용된다.

### 2행정 기관

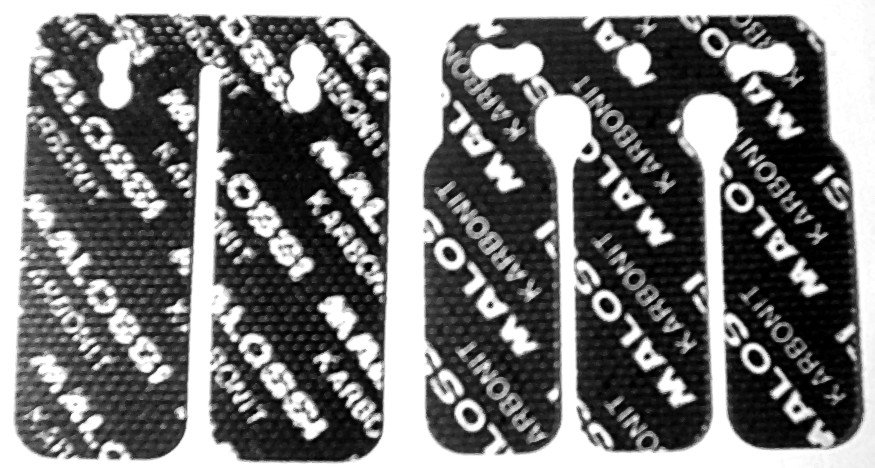

리드 밸브는 2행정 기관의 고성능 버전에서 일반적으로 사용되며 실린더에서 허용되는 연료와 공기의 혼합물을 제어한다. 피스톤이 실린더에서 올라감에 따라 피스톤 아래의 크랭크실에 진공이 발생한다. 결과적인 압력 차이로 밸브가 열리고 연료 - 공기 혼합물이 크랭크실로 유입된다. 피스톤이 내려감에 따라 크랭크실 내부 압력이 증가하면서 밸브가 닫힌다. 그것은 혼합물을 유지하고 최종적으로 연소실로 전달되도록 가압한다. 2행정 기관의 리드 밸브는 흡입 포트에 배치되었으며 크랭크축 공간으로의 흡입을 제어한다.

## 같이 보기
- 체크 밸브

## 참조
1. ↑  Motorcycle Mechanics Institute, The Complete Guide to Motorcycle Mechanics, 1984, p. 79-80, Prentice-Hall, Inc., ISBN 0-13-160549-6

## 참고 자료
- P E, Irving (1967년). 《Two Stroke Power Units》. 런던: George Newnes.